# Pseudorabdion albonuchalis
Pseudorabdion albonuchalis — вид змій родини полозових (Colubridae). Ендемік Калімантану.

## Поширення і екологія
Pseudorabdion albonuchalis мешкають на північному заході Калімантану, в Індонезії, в малазійських штатах Сабах і Саравак та в Брунеї. Вони живуть у вологих рівнинних тропічних лісах, серед опалого листя. Зустрічаються на висоті від 50 до 600 м над рівнем моря. Відкладають яйця.